# Kangasala
Kangasala är en stad i landskapet Birkaland i Finland. Kangasala har 32 622 invånare och har en yta på 870,85 km².
Kangasala avskildes från Birkala som en egen kyrksocken i slutet av 1300-talet och nämns första gången år 1403. Kring 1400 anslöts Pälkäne kapell till Kangasala  men redan under första hälften av 1400-talet avskildes det till en egen kyrksocken.
Den 1 januari 2005 slogs Kangasala samman med Sahalahti och 2011 med Kuhmalahti förutvarande kommun. Den 1 januari 2018 blev Kangasala stad.
Kangasala är enspråkigt finskt.

## Geografi
I kommunen finns åsarna Haralaåsen, Kejsaråsen, Kuohuåsen, Kyrkåsen och Vehoniemiåsen samt egendomen Växiö. I kommunen ligger del av en tätort (Tammerfors centraltätort) och tre tätorter: Kuhmalax kyrkoby, Ruutana och Sahalax kyrkoby.
Utsikt över traktens sjöar beskrivs i Sommardag i Kangasala av Zacharias Topelius.

## Styre och politik

### Mandatfördelning i Kangasala stad, valen 1976–2021
| 8 | 13 | 4 | 3 | 15 |

| 7 | 14 | 4 | 3 | 15 |

| 5 | 14 | 2 | 4 | 2 | 16 |

| 5 | 14 | 3 | 5 |  | 15 |

| 5 | 14 | 5 | 5 | 2 | 12 |

| 5 | 12 | 5 | 6 | 2 | 13 |

| 4 | 11 |  | 6 | 7 | 14 |

| 4 | 12 |  | 6 | 7 | 2 | 11 |

| 29 | 14 |

| 3 | 10 | 3 | 4 |  | 5 | 4 | 13 |

| 28 | 15 |

|  | 13 | 3 | 6 | 7 | 5 | 15 |

| 37 | 14 |

| 3 | 12 | 7 | 6 | 5 | 5 | 13 |

| 36 | 15 |

|  | 11 | 6 | 9 | 4 | 5 | 14 |

| 34 | 17 |

### Vänorter
Kangasala har följande vänorter;
- Eiðis kommun, Färöarna
- Fjallabyggð, Island
- Hernings kommun, Danmark
- Holmestrands kommun, Norge
- Husby, Tyskland
- Jomala, Åland
- Paamiut, Grönland
- Räpina kommun, Estland
- Vänersborgs kommun, Sverige
- Zülpich, Tyskland

## Utbildning
Det finns en gymnasieskola i Kangasala. Det finns en yrkeskola i Kangasala som heter Tammerfors regions yrkeskola Tredu. Det finns två högstadieskolor i Kangasala: Pikkola högstadieskola och Pitkäjärvi högstadieskola.

## Demografi

### Befolkningsutveckling
| Befolkningsutvecklingen i Kangasala stad 1975–2020                                                           | Befolkningsutvecklingen i Kangasala stad 1975–2020 | Befolkningsutvecklingen i Kangasala stad 1975–2020 | Befolkningsutvecklingen i Kangasala stad 1975–2020 | Befolkningsutvecklingen i Kangasala stad 1975–2020 |
| --- | -------------------------------------------------- | -------------------------------------------------- | -------------------------------------------------- | -------------------------------------------------- |
| |                                                    |                                                    |                                                    |                                                    |
| År |                                                    |                                                    | Folkmängd                                          |                                                    |
| 1975 | 1975                                               |                                                    | 20 564                                             |                                                    |
| 1980 | 1980                                               |                                                    | 21 877                                             |                                                    |
| 1985 | 1985                                               |                                                    | 23 225                                             |                                                    |
| 1990 | 1990                                               |                                                    | 24 407                                             |                                                    |
| 1995 | 1995                                               |                                                    | 25 106                                             |                                                    |
| 2000 | 2000                                               |                                                    | 25 630                                             |                                                    |
| 2005 | 2005                                               |                                                    | 27 927                                             |                                                    |
| 2010 | 2010                                               |                                                    | 29 675                                             |                                                    |
| 2015 | 2015                                               |                                                    | 30 607                                             |                                                    |
| 2020 | 2020                                               |                                                    | 32 214                                             |                                                    |
| Anm: Uppgifterna avser förhållandena den 31 december nämnda år enligt områdesindelningen den 1 januari 2022. |                                                    |                                                    |                                                    |                                                    |

### Språk
Befolkningen efter språk (modersmål) den 31 december 2022. Finska, svenska och samiska räknas som inhemska språk då de har officiell status i landet. Resten av språken räknas som främmande. För språk med färre än 10 talare är siffran dold av Statistikcentralen på grund av sekretesskäl.  Språk med färre än 30 talare har räknats ihop för att minska tabellens storlek.
| Språk                                       | Talare 2022-12-31 | Talare 2022-12-31 |
| Språk                                       | Antal             | Andel (%)         |
| ------------------------------------------- | ----------------- | ----------------- |
| Hela befolkningen                           | 32 959            | 100,0             |
| Inhemska språk totalt                       | 31 973            | 97,0              |
| Finska                                      | 31 893            | 96,8              |
| Svenska                                     | 78                | 0,2               |
| Samiska                                     | 2                 | 0,0               |
| Främmande språk totalt                      | 986               | 3,0               |
| Ryska                                       | 180               | 0,5               |
| Estniska                                    | 118               | 0,4               |
| Engelska                                    | 68                | 0,2               |
| Arabiska                                    | 53                | 0,2               |
| Thailändska                                 | 46                | 0,1               |
| Tagalog                                     | 42                | 0,1               |
| Tyska                                       | 40                | 0,1               |
| Kinesiska                                   | 35                | 0,1               |
| Kurdiska                                    | 34                | 0,1               |
| Persiska                                    | 34                | 0,1               |
| Polska                                      | 33                | 0,1               |
| Språk med färre än 30 talare men fler än 10 | 184               | 0,6               |
| Språk med färre än 10 talare                | 119               | 0,4               |

|  | Finska (96,8 %) |

|  | Svenska (0,2 %) |

|  | Samiska (0,0 %) |

|  | Främmande språk (3 %) |

|  | Finska (96,8 %) |

|  | Svenska (0,2 %) |

|  | Samiska (0,0 %) |

|  | Främmande språk (3 %) |

## Kultur

### Sevärdheter
Kimmo Pyykkö konstmuseum ligger i Kangasala.

### Stadsvapen
Vapnet ritades av Olof Eriksson 1951.

## Personer från Kangasala
Agathon Meurman, skriftställare och politiker (1826-1909)